# Kapala argentina
Kapala argentina är en stekelart som beskrevs av Gemignani 1933. Kapala argentina ingår i släktet Kapala och familjen Eucharitidae. Inga underarter finns listade i Catalogue of Life.